# EJ (藝人)
邊義州（： Byun Eui Joo，2002年9月7日—），藝名EJ（日語：ウィジュ）是一名韓國男歌手、演員，現為YX LABELS旗下男子音樂團體&TEAM的隊長。

## 簡介與早年經歷
邊義州，藝名為EJ，出生於韓國京畿道，身高184公分，血型A。國中時期是擊劍選手，但在尋找未來的職業道路時，恰好有機會成為Big Hit娛樂（現HYBE）練習生，雖然小時候沒有任何跳舞或唱歌的經驗，但還是決定接受挑戰。

## 演藝生涯

### 《I-LAND》和《&AUDITION》
2020年6月26日，義州以本名出演CJ ENM和Big Hit娛樂（現HYBE）合作的男團實境節目《I-LAND》，他於第七集遭到淘汰。
2021年1月，Big Hit娛樂宣布旗下子公司Big Hit Japan（現YX LABELS）將於日本推出選秀節目《&AUDITION》，EJ將以出道組成員的身分參與節目。因新冠肺炎疫情，該節目推遲至2022年播出。
2022年7月9日，EJ出演《&AUDITION - The Howling -》。同年9月3日，節目最終結果為4名出道組成員K、NICHOLAS、EJ和TAKI，加上新成員FUMA、YUMA、JO、HARUA、MAKI組成團體&TEAM。

### 2022年－至今：團體&TEAM出道
2022年12月7日，以團體&TEAM成員身份於日本發行首張迷你專輯《First Howling : ME》出道。
2025年6月3日，宣布首次出演日本電視劇《海老だって鯛が釣りたい 》，是劇中與主演田邊桃子曖昧的4位男生其中一位，飾演パク・ジョンス (朴正洙)，一位來到日本追尋演員夢的韓國男子。戲劇將於同年7月3日首播，7月4日起，在台灣以劇名《小資女也想釣高富帥》於影音平台KKTV上獨家播出。

## 媒體作品

### 電視劇
| 年份   | 電視台／OTT                  | 戲劇名稱           | 飾演角色 | 備註 |
| ------ | ---------------------------- | ------------------ | -------- | ---- |
| 2025年 | 日本電視台、中京電視台、KKTV | 小資女也想釣高富帥 | 朴正洙   |      |

### 綜藝節目
| 年份   | 日期             | 電視台／OTT   | 節目名稱      | 集數 | 備註      |
| ------ | ---------------- | ------------- | ------------- | ---- | --------- |
| 2020年 | 6月26日－9月18日 | Mnet、tVN     | 《I-LAND》    | 12   | 第7集淘汰 |
| 2022年 | 7月9日－9月3日   | hulu、YouTube | 《&AUDITION》 | 8    |           |